# أشيرون
أشيرون (بالإنجليزية: Acheron)‏ في الأساطير الإغريقية هو اسم نهر من الأنهار الخمسة (الأغلب أنه بحيرة) يجري في مملكة هادیس (العالم السفلي). الاسم يعني «نهر العويل» ويستخدم مجازياً للدلالة على مملكة هاديس نفسها. هنا يقوم خارون بنقل ظلال الموتى بمركبه الضخم (فرجيل 6:107).